# Kelenföldi autóbuszgarázs
A budapesti Kelenföldi autóbuszgarázs vagy Hamzsabégi úti autóbuszgarázs (hivatalos nevén Autóbusz és Trolibusz Üzemeltetési Igazgatóság, Kelenföldi Divízió) a Budapesti Közlekedési Zrt. jelenleg is üzemelő 5 autóbuszgarázsának egyike. A második legrégebbi, kifejezetten erre a célra létesített telephely.
A szerelőcsarnokot 1949. január 1-jén adták át, amely építésekor a világ legnagyobb feszített héjszerkezetű csarnoka volt. Az 1997-ben ipari műemlékké nyilvánított épület építészeti tervét Padányi Gulyás Jenő, a statikai terveket Dr. Menyhárd István készítette.
A Hamzsabégi út 55-57 szám alatt található járműtelep egyúttal az 1992-ben alapított BKV Fürst Autóbusz Szakszervezet székhelye.

## A szerelőcsarnok

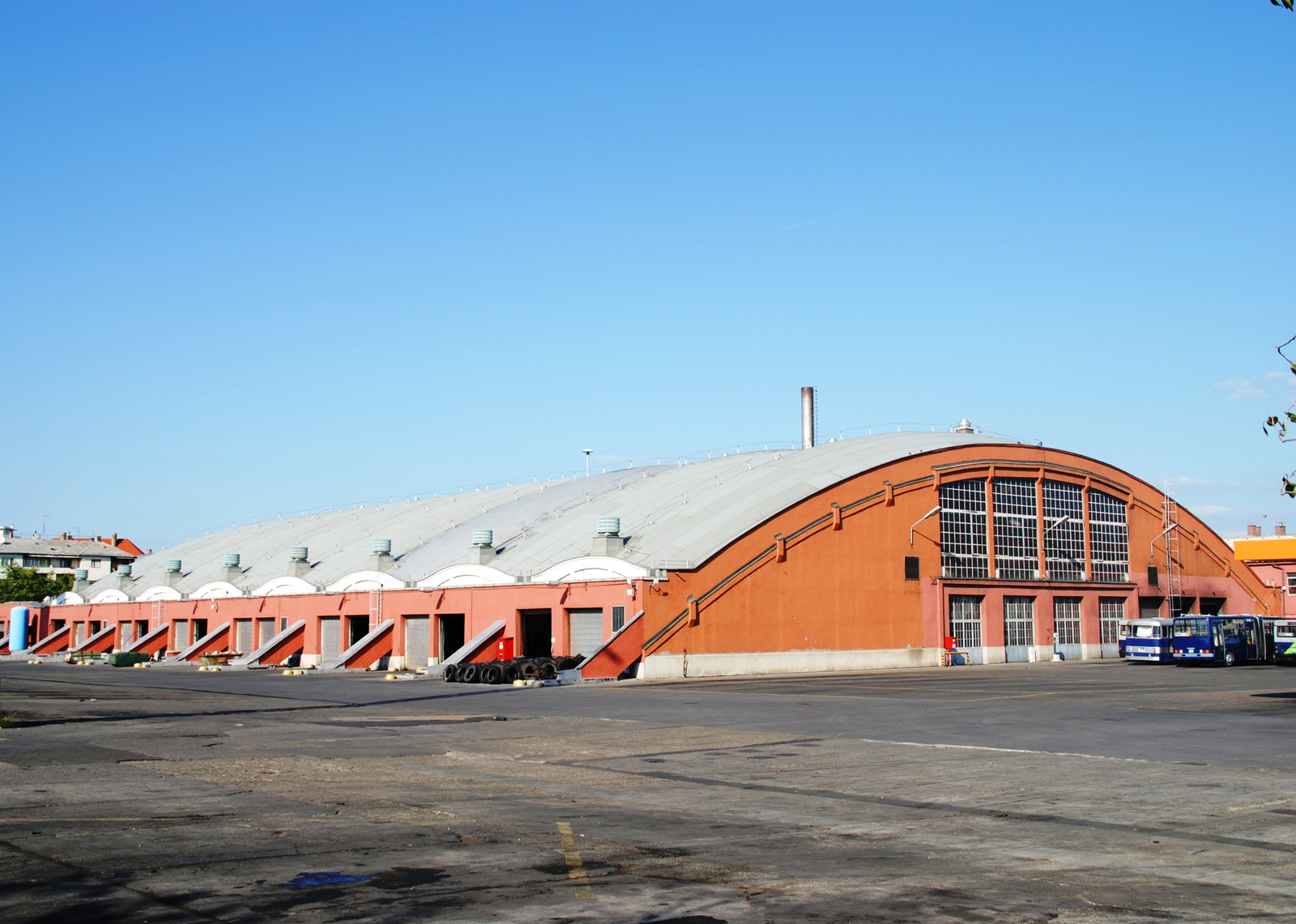

A csarnok fedését 82 méter fesztávolságú, vasbeton ívekre támaszkodó – elliptikus paraboloid alakú – héjmezők képezik. Építésekor – 1938 és 1941 között – az ekkora méretű, oszlopok nélküli, feszített héjszerkezetű épület világrekordnak számított.
A járműtelep Budapest XI. kerületében, a Nagyszőlős utca, Ajnácskő utca, Hamzsabégi út, Tornavár utca által határolt területen helyezkedik el. A telepen végzik az ide tartozó Ikarus V127, Ikarus V187, Ikarus 405, Ikarus 415, Ikarus 435, Modulo M108d, Modulo M168d, Karsan Atak, Modulo Medio Electric, Solaris Urbino 10, Mercedes-Benz Conecto 2, Mercedes-Benz Conecto G2, Molitusbus S91, Volvo 7000, Volvo 7700, valamint Volvo 7700A típusú autóbuszok tervezett és nem tervezett karbantartását, üzemanyagtöltését, ezen felül készletgazdálkodási és üzemfenntartási feladatokat látnak el.
Míg megnyitásakor – 1949. január 1-jén – 102 autóbusznak adott otthont, napjainkban már mintegy 322 autóbusz tartozik a telephelyhez.

## A garázs nevének változása
A garázs neve az építési engedély szerint BSZKRT kelenföldi autóbusz kocsiszín, amelyet átadásakor Fürst Sándor autóbuszgarázs névre módosítottak. 1970. július 1-jétől Fürst Sándor Autóbusz Üzemegység, 1997. január 1-jétől Kelenföldi Autóbusz Üzemigazgatóság, 2007-től pedig Kelenföld Forgalmi Szolgálat lett a telep neve. A garázs hivatalos neve 2013-tól Kelenföldi Divízió.